# So Film
So Film est un magazine de cinéma français créé en 2012 dont le directeur de la rédaction est Thierry Lounas.

## Le magazine
Il est édité par Les Éditions Nantaises fondées par Capricci et So Foot et se veut l'équivalent de So Foot, mais dans le domaine du cinéma. De nombreuses personnes présentes sur le magazine de football exercent sur So Film. Le contenu s'en ressent, les rubriques interview décalée, jour après jours et légende reviennent et le magazine consacre ses numéros à des personnalités du cinéma indépendant laissant de côté le cinéma dit « mainstream » ou à des personnages de l'ombre, allant chercher le cinéma « ailleurs, là où on ne l'attend pas ».
Le magazine organise des « résidences So Film de genre » qui ont pour objectif d’encourager l’écriture et la production  de courts métrages de cinéma de genre au sens large : science-fiction, fantastique, horreur, super héros, polar et thriller,.